# Klassfesten (TV4)
Klassfesten är ett TV-program som sändes i TV4 första gången i augusti 2017 med Renée Nyberg som programledare. Programmet går ut på att två svenska kändisar varje vecka kommer tävla mot varandra i olika ämnen från skoltiden.

## Deltagare
Nedan listas deltagarna som tävlade mot varandra

### Säsong 1 (2017)[3]
Avsnitt 1 – Morgan Alling & Maria Lundqvist
Avsnitt 2 – Camilla Läckberg & Anders Bagge
Avsnitt 3 – Björn Ferry & Lotta Engberg
Avsnitt 4 – Peter Magnusson & Pernilla Wahlgren
Avsnitt 5 – Stefan Holm & Marie Serneholt
Avsnitt 6 – Kalle Moraeus & Agneta Sjödin
Avsnitt 7 – Andreas Lundstedt & Pia Johansson
Avsnitt 8 – Dragomir Mrsic & Magdalena Forsberg

### Säsong 2 (2018)[4]
Avsnitt 1 -
Maria Montazami & Kjell Bergqvist
Avsnitt 2 – Claes Malmberg & Hanna Hedlund
Avsnitt 3 – Jonas Hallberg & Ewa Fröling
Avsnitt 4 – Carolina Gynning & Tomas Wassberg
Avsnitt 5 – Tina Nordström & Samir Badran
Avsnitt 6 – Edward Blom & Sofia Wistam
Avsnitt 7 – Bianca Ingrosso & Jesper Blomqvist
Avsnitt 8 – Plura Jonsson & Rachel Molin

### Säsong 3 (2019)[5]
Avsnitt 1 – Lisa Nilsson & Mark Levengood
Avsnitt 2 – Carolina Klüft & Måns Möller
Avsnitt 3 – Mia Parnevik & Viktor Frisk
Avsnitt 4 – Tommy Körberg & Robert Gustafsson
Avsnitt 5 – Özz Nûjen & Lotta Schelin
Avsnitt 6 – Daniel Norberg & Gudrun Schyman
Avsnitt 7 – Caroline af Ugglas & Glenn Hysén
Avsnitt 8 – Jessica Andersson & Dan Ekborg

### Säsong 4 (2020)[6]
Avsnitt 1 – Martin Stenmarck & Sarah Dawn Finer
Avsnitt 2 – Carola Häggkvist & Ola Forssmed
Avsnitt 3 – Stefan Sauk & Nanne Grönvall
Avsnitt 4 – Kishti Tomita & Robin Bengtsson
Avsnitt 5 – Jan Björklund & Christian Lundqvist
Avsnitt 6 – Kristin Kaspersen & Johan Olsson
Avsnitt 7 – Anna Book & Margaux Dietz
Avsnitt 8 – Shirley Clamp & Eric Gadd